# Хадсон, Гэри
Гэри Хадсон (англ. Gary Hudson; род. 26 марта 1956) — американский актёр.

## Биография
Гэри Хадсон родился в городе Ньюпорт-Ньюс, Виргиния. В течение двух лет учился в колледже Christopher Newport.
В 1977 году Хадсон уехал в Лос-Анджелес, чтобы начать актёрскую карьеру. Его кинодебют состоялся в 1979 году. В 2009 году на телевизионном фестивале в Монте-Карло Гэри был номинирован как лучший актёр за работу в сериале «Дикие розы».
В течение последних лет преподаёт актёрское мастерство, проводя семинары в США и Канаде.